# Godło Udmurcji
Godło Udmurcji – okrągła tarcza o kolorystyce odpowiadającej udmurckiej fladze. Na tarczy tej, w górnej części czerwonej, w dolnej – czarnej przedstawiony jest biały łabędź z rozpostartymi skrzydłami. 
Symbolika kolorów:
- czerń – symbolizuje ziemie, stabilność i trwałość
- biel – przestrzeń, wszechświat, czystość (zwłaszcza moralną)
- czerwień – życie i słońce

Łabędź jest symbolem pozytywnych wartości, m.in. odrodzenia, mądrości i doskonałości. Interpretacja taka bazuje na tradycjach i mitach ludów zamieszkujących Udmurcję (Rosjan, Udmurtów i Tatarów). 
Na piersi łabędzia, oraz po bokach, nad jego skrzydłami, znajdują się 3 symbole solarne. W tamtym rejonie świata mają one pozytywną konotację związaną ze szczęściem, powodzeniem, ciepłem, ochroną przed złem itd. i są obecne także w godłach innych rosyjskich republik, m.in. godle Republiki Mari. 
Godło otoczone jest cienkim okręgiem w barwach flagi Udmurcji, na dole zaś znajduje się nazwa kraju w języku rosyjskim i udmurckim.
Autorem godła Udmurcji jest J. Łobanow.

## Godło Udmurcji w okresie Związku Radzieckiego

Godło Udmurckiej ASRR

Obowiązujący za czasów Związku Radzieckiego symbol Udmurcji tj. ówczesnej Udmurckiej ASRR w żaden sposób nie nawiązywał do specyfiki kraju. Był on nieznacznie zmienionym godłem Rosyjskiej FSRR, której część stanowiła Udmurcka ASRR. Godło to zawierało typowe elementy godeł republik związkowych ZSRR. W centralnym miejscu umieszczona była czerwona tarcza a na niej – złoty sierp i młot – symbol sojuszu robotniczo chłopskiego oraz najważniejszy element godła Związku Radzieckiego, a pod nimi – wschodzące słońce – mające wyrażać świt, początek nowej ery w życiu kraju. W górnej części tarczy znajdowały się litery PCФCP (skrót od Российская Советская Федеративная Социалистическая Республика – Rosyjska Federacyjna Socjalistyczna Republika Radziecka). Całość otoczona była przez wieniec złożony z 14 kłosów zboża. Umieszczenie symbolu zboża w godle z jednej strony podkreślało znaczenie rolnictwa, a zwłaszcza tych właśnie roślin dla gospodarki kraju oraz symbolizowało dobrobyt, a z drugiej – nawiązywało do graficznego wyglądu godła ZSRR. U góry, u zbiegu obu wieńców umieszczono czerwoną pięcioramienną gwiazdę – oznaczającą zwycięstwo komunizmu w pięciu częściach świata, natomiast u dołu, na czerwonej wstędze znajdowało się wezwanie do jedności proletariatu. Modyfikacja ówczesnego udmurckiego godła w stosunku do symbolu Rosyjskiej FSRR polegała na umieszczeniu na nim dwujęzycznego (rosyjskiego i udmurckiego) napisu z częściowo skróconą nazwą udmurckiej autonomii oraz dwujęzycznym wezwaniu do jedności proletariatu – Proletariusze wszystkich krajów, łączcie się! (w godle Rosyjskiej FSRR napis ten był tylko w wersji rosyjskojęzycznej).